# Langage aéronautique
Dans le monde de l'aéronautique, le langage utilisé pour les communications par radio et plus communément dans tous les documents gérant les processus associés, obéit à des conventions héritées en partie de la télégraphie sans fil, du langage utilisé dans le cadre des transmissions militaires. De plus, il est fortement influencé dans quasi toutes les langues du monde par l'anglais.

## Historique
- Code Q : groupe de trois lettres commençant invariablement par la lettre Q. Un très grand nombre de combinaisons de lettres (tombé aujourd'hui plus ou moins en désuétude) permettait de simplifier les communications en Morse et même plus tard en phonie et de garantir une parfaite compréhension grâce à un langage codifié où des phrases entières étaient remplacées par ces 3 lettres. Exemples : QNH, QFE etc. pour les différentes pressions atmosphériques, au niveau de l'aéroport, au niveau de la mer etc. Ce code utilisé dès 1909 pour les navigations maritimes, devient officiel dans les communications aéronautiques internationales en 1932.

- La lettre X est utilisée couramment pour abréger de nombreux termes anglais. Exemples : PAX pour passenger, X-feed pour crossfeed (intercommunication), X-fer pour transfer, WXR pour weather (météo) et même LAX pour Los Angeles, etc. (voir aussi Connexion by Boeing)

- Utilisation de l'alphabet phonétique de l'OTAN pour l'épellation.